# Arigomphus
Arigomphus là một chi chuồn chuồn trong họ Gomphidae. Không giống các loài Gomphidae khác, chúng có thể nổi trên các ao nhân tạo.

## Các loài
Chi này được xác định ở Bắc Mỹ. Nó bao gồm các loài sau:
- Arigomphus cornutus (Tough, 1900) - Horned Clubtail
- Arigomphus furcifer (Hagen in Selys, 1878) - Lilypad Clubtail
- Arigomphus lentulus (Needham, 1902) - Stillwater Clubtail
- Arigomphus maxwelli (Ferguson, 1950) - Bayou Clubtail
- Arigomphus pallidus (Rambur, 1842) - Gray-green Clubtail
- Arigomphus submedianus (Williamson, 1914) - Jade Clubtail
- Arigomphus villosipes (Selys, 1854) - Unicorn Clubtail

## Hình ảnh

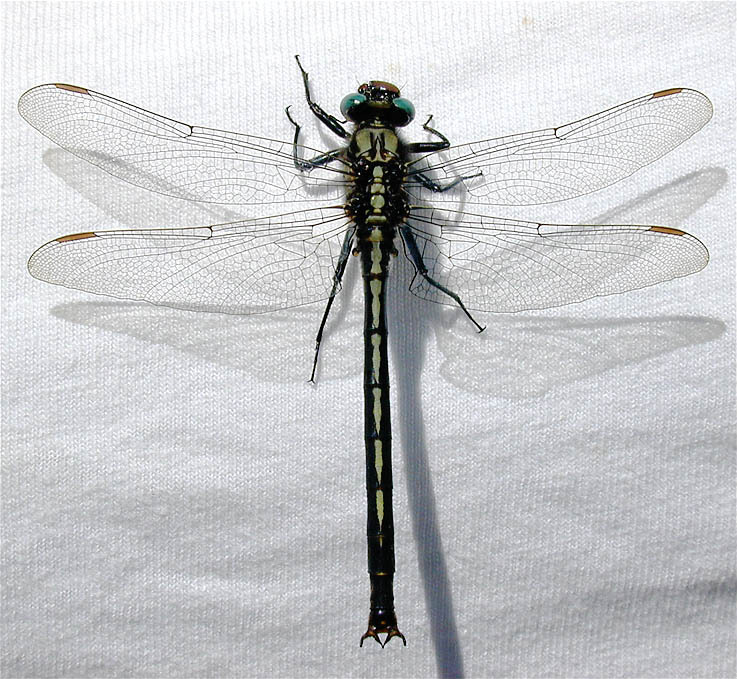